# Bordtennis vid panamerikanska spelen 2011
Bordtennis vid panamerikanska spelen 2011 spelades i Guadalajara, Mexiko under perioden 15–20 oktober 2011.

## Deltagare
| Nation                  | Herrar | Herrar | Damer  | Damer | Totalt |
| Nation                  | Singel | Lag    | Singel | Lag   | Totalt |
| ----------------------- | ------ | ------ | ------ | ----- | ------ |
| Argentina               | 3      | ✔      |        |       | 3      |
| Brasilien               | 3      | ✔      | 3      | ✔     | 6      |
| Chile                   | 3      | ✔      | 3      | ✔     | 6      |
| Colombia                | 1      |        | 3      | ✔     | 4      |
| Dominikanska republiken | 3      | ✔      | 3      | ✔     | 6      |
| Ecuador                 | 3      | ✔      |        |       | 3      |
| El Salvador             | 3      | ✔      | 3      | ✔     | 6      |
| Guatemala               | 3      | ✔      | 3      | ✔     | 6      |
| Mexiko                  | 3      | ✔      | 3      | ✔     | 6      |
| Kanada                  | 3      | ✔      | 3      | ✔     | 6      |
| Kuba                    | 3      | ✔      | 3      | ✔     | 6      |
| Paraguay                | 1      |        |        |       | 1      |
| Peru                    | 1      |        | 3      | ✔     | 4      |
| Puerto Rico             |        |        | 3      |       | 3      |
| Trinidad och Tobago     | 1      |        | 1      |       | 2      |
| USA                     | 3      | ✔      | 3      | ✔     | 6      |
| Venezuela               | 3      | ✔      | 3      | ✔     | 6      |
| Totalt                  | 40     | 40     | 40     | 40    | 80     |

## Medaljsummering
| Pl.    | Nation                  | Guld | Silver | Brons | Totalt |
| ------ | ----------------------- | ---- | ------ | ----- | ------ |
| 1      | Dominikanska republiken | 1    | 1      | 1     | 3      |
| 2      | Argentina               | 1    | 1      | 0     | 2      |
| 3      | Brasilien               | 1    | 0      | 0     | 1      |
| 3      | Kanada                  | 1    | 0      | 0     | 1      |
| 5      | Mexiko                  | 0    | 1      | 1     | 2      |
| 6      | Venezuela               | 0    | 1      | 0     | 1      |
| 7      | USA                     | 0    | 0      | 3     | 3      |
| 8      | Kuba                    | 0    | 0      | 1     | 1      |
| 8      | Colombia                | 0    | 0      | 1     | 1      |
| 8      | Ecuador                 | 0    | 0      | 1     | 1      |
| Totalt | Totalt                  | 4    | 4      | 8     | 16     |

### Damer
| Gren                | Guld                                                          | Silver                                                       | Brons                                                   |
| Damsingel           | Mo Zhang (CAN)                                                | Wu Xue (DOM)                                                 | Lily Zhang (USA)                                        |
| Damsingel           | Mo Zhang (CAN)                                                | Wu Xue (DOM)                                                 | Ariel Hsing (USA)                                       |
| Damernas lagtävling | Dominikanska republiken · Wu Xue · Johenny Valdez · Eva Brito | Venezuela · Fabiola Ramos · Ruaida Ezzeddine · Luisana Perez | USA · Ariel Hsing · Lily Zhang · Erica Wu               |
| Damernas lagtävling | Dominikanska republiken · Wu Xue · Johenny Valdez · Eva Brito | Venezuela · Fabiola Ramos · Ruaida Ezzeddine · Luisana Perez | Colombia · Paula Medina · Luisa Zuluaga · Johana Araque |

### Herrar
| Gren                 | Guld                                                       | Silver                                               | Brons                                                |
| Herrsingel           | Song Liu (ARG)                                             | Marcos Madrid (MEX)                                  | Alberto Mino (ECU)                                   |
| Herrsingel           | Song Liu (ARG)                                             | Marcos Madrid (MEX)                                  | Lin Ju (DOM)                                         |
| Herrarnas lagtävling | Brasilien · Hugo Hoyama · Gustavo Tsuboi · Thiago Monteiro | Argentina · Pablo Tabachnik · Song Liu · Gaston Alto | Kuba · Andy Pereira · Jorge Campos · Pavel Oxamendi  |
| Herrarnas lagtävling | Brasilien · Hugo Hoyama · Gustavo Tsuboi · Thiago Monteiro | Argentina · Pablo Tabachnik · Song Liu · Gaston Alto | Mexiko · Marcos Madrid · Guillermo Munoz · Jude Okoh |